# Geraint Thomas
Geraint Howell Thomas, MBE (sinh ngày 25 tháng 5 năm 1986) là một tay đua xe đạp lòng chảo và đường trường chuyên nghiệp của xứ Wales, đua trong đội UCI WorldTeam Đội Ineos, Wales và Nước Anh. Thomas đã đạt được thành công cả trên cuộc đua xe đạp lòng chảo và trên đường, Thomas đã giành chiến thắng 3 lần vô địch thế giới, 2 huy chương vàng Olympic và Tour de France
Thomas đã có những thành công sớm trên đua xe đạp lòng chảo, anh là một chuyên gia trong pursuit đồng đội. Anh đã giành ba chức vô địch thế giới và là huy chương vàng Olympic hai lần, vào năm 2008 và 2012. Thomas đã thành công sớm trên cuộc đua đường trường vào năm 2004 tại Paris-Roubaix Juniors và sau đó là những chiến thắng cao cấp tại Giải vô địch đua xe quốc gia Anh năm 2010.
Tạm gác lại những cuộc đua lòng chảo, anh đã thành công trên những cuộc đua: 2014 Commonwealth Games cuộc đua đường và cổ điển đầu tiên của mình, 2015 E3 Harelbeke. Ông cũng đã có một số cuộc đua tổng thể chiến thắng chung cuộc; bao gồm cả Bayern-Rundfahrt năm 2011 và 2014, Paris-Nice 2016, Tour du lịch năm 2017 của dãy núi Alps và Critérium du Dauphiné năm 2018.
Thomas đã giành chiến thắng đầu tiên trong năm 2017 Tour de France, thử nghiệm thời gian cá nhân, trở thành người xứ Wales đầu tiên, và chỉ là tay đua xe đạp thứ 8 từ Anh Quốc, mặc áo vàng của Tour de France. Trên chặng đua thứ 9, trong khi giữ vị trí thứ hai tổng thể, Thomas đã bị rơi trên một gốc, bị vỡ xương đòn, và rút lui khỏi cuộc đua.
Thomas đã thắng Tour de France 2018. Anh đã giành được chiếc áo vàng bằng chiến thắng ở chặng đua 11, mở rộng vị trí dẫn đầu của mình bằng chiến thắng ở chặng đua 12 và giữ lại vị trí dẫn đầu trong phần còn lại của sự kiện. Anh trở thành người xứ Wales đầu tiên và là tay đua xe đạp Anh thứ ba sau Bradley Wiggins và Chris Froome, giành chiến thắng trong giải Tour de France.